# 阿斯加德山
阿斯加德山（英語：Mount Asgard）位于加拿大努纳武特区巴芬岛东南部奥伊特克国家公园内，海拔2015米，由一对大约呈圆筒形的花岗岩塔组成，有着平坦的崖顶和陡峭的四壁。山名出自北欧神话中的仙宫。其北、南两座顶峰分别于1953年和1971年被首登。